# Szwajcaria na Mistrzostwach Świata w Lekkoatletyce 2015
Szwajcaria na Mistrzostwach Świata w Lekkoatletyce 2015 – reprezentacja Szwajcarii podczas Mistrzostw Świata w Pekinie liczyła 15 zawodników, z których żaden nie zdobył medalu.

## Występy reprezentantów Szwajcarii

### Mężczyźni

#### Konkurencje biegowe
| Konkurencja                | Zawodnik        | Runda 1  | Runda 1 | Półfinał | Półfinał | Finał    | Finał   |
| Konkurencja                | Zawodnik        | Rezultat | Pozycja | Rezultat | Pozycja  | Rezultat | Pozycja |
| -------------------------- | --------------- | -------- | ------- | -------- | -------- | -------- | ------- |
| Maraton                    | Tadesse Abraham | —        | —       | —        | —        | 2:19:25  | 19.     |
| Bieg na 400 m przez płotki | Kariem Hussein  | 49,08    | 12. Q   | 48,59    | 9.       | NQ       | NQ      |

### Kobiety

#### Konkurencje biegowe
| Konkurencja                | Zawodniczka                                                | Runda 1    | Runda 1 | Półfinał   | Półfinał | Finał        | Finał   |
| Konkurencja                | Zawodniczka                                                | Rezultat   | Pozycja | Rezultat   | Pozycja  | Rezultat     | Pozycja |
| -------------------------- | ---------------------------------------------------------- | ---------- | ------- | ---------- | -------- | ------------ | ------- |
| Bieg na 100 m              | Mujinga Kambundji                                          | 11,17 (NR) | 17. Q   | 11,07 (NR) | 12.      | NQ           | NQ      |
| Bieg na 200 m              | Mujinga Kambundji                                          | 22,92      | 13. Q   | 22,64 (NR) | 10.      | NQ           | NQ      |
| Bieg na 800 m              | Selina Büchel                                              | 2:00,25    | 10. Q   | 1:58,63    | 8.       | NQ           | NQ      |
| Bieg na 100 m przez płotki | Noemi Zbären                                               | 12,93      | 13. Q   | 12,81      | 7. q     | 12,95        | 6.      |
| Bieg na 400 m przez płotki | Petra Fontanive                                            | 56,40      | 23. Q   | 56,35      | 18.      | NQ           | NQ      |
| Bieg na 400 m przez płotki | Léa Sprunger                                               | 55,71      | 13. Q   | 55,83      | 13.      | NQ           | NQ      |
| Sztafeta 4 × 100 m         | Marisa Lavanchy Léa Sprunger Mujinga Kambundji Sarah Atcho | 43,38      | 13.     | —          | —        | NQ           | NQ      |
| Chód na 20 km              | Laura Polli                                                | —          | —       | —          | —        | 1:36:26 (SB) | 33.     |
| Chód na 20 km              | Marie Polli                                                | —          | —       | —          | —        | 1:39:49      | 40.     |

#### Konkurencje techniczne
| Konkurencja   | Zawodniczka    | Eliminacje | Eliminacje | Finał    | Finał   |
| Konkurencja   | Zawodniczka    | Rezultat   | Pozycja    | Rezultat | Pozycja |
| ------------- | -------------- | ---------- | ---------- | -------- | ------- |
| Skok o tyczce | Nicole Büchler | 4,45       | 17.        | NQ       | NQ      |
| Skok o tyczce | Angelica Moser | 4,15       | 25.        | NQ       | NQ      |

| Siedmiobój     | Siedmiobój         | Siedmiobój   | Siedmiobój | Siedmiobój |
| Zawodniczka    | Konkurencja        | Wynik        | Punkty     | Pozycja    |
| -------------- | ------------------ | ------------ | ---------- | ---------- |
| Caroline Agnou | Bieg na 100 m p.pł | 13,93        | 988        | 24.        |
| Caroline Agnou | Skok wzwyż         | 1,68         | 830        | 28.        |
| Caroline Agnou | Pchnięcie kulą     | 14,49 (PB)   | 827        | 6.         |
| Caroline Agnou | Bieg na 200 m      | 25,14 (PB)   | 874        | 24.        |
| Caroline Agnou | Skok w dal         | 5,97         | 840        | 22.        |
| Caroline Agnou | Rzut oszczepem     | 43,15        | 728        | 17.        |
| Caroline Agnou | Bieg na 800 m      | 2:23,33 (SB) | 779        | 23.        |
| Razem          | Razem              | Razem        | 5866       | 22.        |

| Siedmiobój     | Siedmiobój         | Siedmiobój | Siedmiobój | Siedmiobój |
| Zawodniczka    | Konkurencja        | Wynik      | Punkty     | Pozycja    |
| -------------- | ------------------ | ---------- | ---------- | ---------- |
| Valérie Reggel | Bieg na 100 m p.pł | 13,94      | 987        | 25.        |
| Valérie Reggel | Skok wzwyż         | 1,62       | 759        | 32.        |
| Valérie Reggel | Pchnięcie kulą     | 13,32      | 749        | 22.        |
| Valérie Reggel | Bieg na 200 m      | 24,83      | 902        | 20.        |
| Valérie Reggel | Skok w dal         | NM         | 0          | –          |
| Valérie Reggel | Rzut oszczepem     | 42,57      | 717        | 19.        |
| Valérie Reggel | Bieg na 800 m      | DNS        | DNS        | DNS        |
| Razem          | Razem              | Razem      | DNF        | DNF        |